# Saint-Lumine-de-Clisson
Saint-Lumine-de-Clisson là một xã thuộc tỉnh Loire-Atlantique, trong vùng Pays de la Loire ở phía tây nước Pháp. Xã này nằm ở khu vực có độ cao trung bình 30 mét trên mực nước biển. Theo điều tra dân số năm 1999 của INSEE, xã có dân số 1348 người.